# Halahe
Halahe (kinesiska: 哈喇河, 哈喇河乡) är en socken i Kina. Den ligger i provinsen Guizhou, i den sydvästra delen av landet, omkring 260 kilometer väster om provinshuvudstaden Guiyang. Antalet invånare är 18797. Befolkningen består av 8 930 kvinnor och 9 867 män. Barn under 15 år utgör 403 %, vuxna 15-64 år 62 %, och äldre över 65 år 6,0 %.